# Associated oil company of Indochina
L'Associated oil company of Indochina était une compagnie pétrolière en Indochine, durant la période de colonisation française. Son directeur était le prince Serge de Borodesky, père de la première femme marin de France, écrivain et résistante Sonia de Borodesky.